# Поломет
Поломет (рус. Полометь) река је на северозападу европског дела Руске Федерације, протиче преко територија Валдајског и Демјанског рејона на југу Новгородске области. Десна је притока реке Поле и део басена језера Иљмењ и реке Волхов.
Река Поломет је отока маленог Руског језера које се налази у северозападном делу Валдајског побрђа, на територији Валдајског рејона. У горњем делу тока то је доста уска и кривудава река брзог тока, са честим брзацима, док у горњем делу тока протиче кроз неколико мањих језера.
Укупна дужина водотока је 150 km, површина сливног подручја 2.770 km², а просечан проток у зони ушћа 7,74 m³/s.
Највећа притока је река Јариња (дужина водотока 22 km).